# ジェフ (映画)
『ジェフ』（フランス語: Jeff）は、1969年のフランスの映画。監督はジャン・エルマン。出演はアラン・ドロンやミレーユ・ダルクなど。ドロンが設立したアデル・プロダクションによる最初の製作作品。製作費の提供および配給はワーナー・ブラザース＝セヴン・アーツが行った。
フランスでは、公開時に1,074,600人の観客動員を記録。アラン・ドロンとミレーユ・ダルクは、本作の共演がきっかけで約15年間続く交際関係へと発展し、破局後も良好な友人関係が続くこととなった。

## キャスト
| 役名         | 俳優                       | 日本語吹替                     |
| 役名         | 俳優                       | NETテレビ版                    |
| ------------ | -------------------------- | ------------------------------ |
| ローラン     | アラン・ドロン             | 野沢那智                       |
| エバ         | ミレーユ・ダルク           | 武藤礼子                       |
| ディアマン   | フレデリック・ド・パスカル | 柴田秀勝                       |
| ジェフ       | ジョルジュ・ルーキエ       | 北山年夫                       |
| ルロウ       | アンリ・サルアニック       | 小林清志                       |
| ペペ         | ジャン・スードレイ         | 徳丸完                         |
| マルコ       | アルベール・メディナ       | 今西正男                       |
| ピーター     | ジョルジュ・ジャマン       | 上田敏也                       |
| グロート夫人 | シュザンヌ・フロン         | 瀬能礼子                       |
| 不明 その他  |                            | 若本紀昭 宮内幸平              |
|              |                            |                                |
| 演出         | 演出                       | 春日正伸                       |
| 翻訳         | 翻訳                       | 鈴木導                         |
| 効果         | 効果                       | 赤塚不二夫                     |
| 調整         | 調整                       | 山田太平                       |
| 制作         | 制作                       | 東北新社                       |
| 解説         | 解説                       | 淀川長治                       |
| 初回放送     | 初回放送                   | 1974年4月14日 『日曜洋画劇場』 |

## スタッフ
- 監督：ジャン・エルマン
- 製作：アラン・ドロン
- 脚本：ジャン・エルマン、ジャン・コー
- 撮影：ジャン＝ジャック・タルベ
- 編集：モーリス・ローマン
- 音楽：フランソワ・ド・ルーベ